# Svetlana Petrenco
Svetlana Petrenko (română Svetlana Petrenco; n. 27 mai 1974, RSS Moldovenească, URSS) este o jucătoare de șah moldoveană, care deține titlurile de maestră la femini (WGM, 2001) și maestru internațional (IM, 2004). Ea a câștigat Campionatul de Șah al Republicii Moldova în 2005 și a câștigat Campionatul Feminin de Șah al Republicii Moldova de unsprezece ori.

## Carieră
Multiplă campioană în cadrul campionatului național de șah dedicat femeilor (1993, 1998, 1999, 2000, 2001, 2012, 2013, 2015, 2016, 2017, și 2018). În 2005, ea a câștigat Campionatul de Șah din Moldova. 
În 1999, Svetlana Petrenco a împărțit primul loc la turneul internațional de șah feminin, disputat la București. La Campionatul Mondial feminin de șah din 2001 din Moscova a câștigat în prima rundă în fața jucătoarei Tatiana Kononenko, dar a pierdut în fața chinezoacei Zhu Chen în a doua rundă, jucătoare care avea să câștige turneul.
În 2004, ea a câștigat turneul de șah din Liov. În 2005, ea a câștigat turneul internațional de șah feminin din Sankt Petersburg și a împărțit primul loc în turneul internațional de șah feminin de la Belgrad. În 2006 și 2007 a câștigat turneul de la Belgrad.